# Likit Fah Cha Ta Din
Hai số phận (Likit Fah Cha Ta Din) là một bộ phim truyền hình Thái Lan dài 35 tập, khởi chiếu năm 2012. Bộ phim xoay quanh số phận của hai anh em cùng mẹ khác cha. Họ sinh ra là anh em nhưng ông trời định cho mỗi người một số phận.
Đây là bộ phim truyền hình đầu tiên mà ba nữ diễn viên Mo Monchanok Saengchaipiangpen, Charebelle Lanlalin và Hataipat Samatwithayawet tham gia. Và là một trong những bộ phim Thái Lan có rating cao nhất năm 2012.

## Nội dung
Jang sống và lớn lên trong một ngôi đền. Cuộc sống của anh vô cùng nghèo khổ nhưng luôn tràn ngập tiếng cười mặc dù những người có công nuôi anh khôn lớn không phải là ba mẹ ruột, cũng không phải họ hàng thân thiết. Một ngày kia, Jang tìm lại được người mẹ ruột - bà Daracan, người đã bỏ rơi mình bao nhiêu năm qua và cuộc sống của anh bắt đầu có những biến chuyển lớn. Ba dượng của Jang giao cho anh toàn quyền quản lý công ty. Trong khi đó, người em cùng mẹ khác cha là Din, người được sống sung sướng bấy lâu nay thì không được thừa hưởng bất cứ thứ gì. Din cảm thấy rất tức tối vì bỗng dưng xuất hiện một người anh, còn cướp đi của anh tất cả mọi thứ bất kể là sự nghiệp, tài sản, tình thân và cả tình yêu. Nhưng đó chỉ là một màn kịch do ba dượng của Jang dựng nên vì ông hận bà Daracan che giấu chuyện bà có con riêng hơn mấy chục năm qua. Hơn nữa đó lại là con của ông Peter Jo, kẻ thù không đội trời chung của ông cả trong thương trường lẫn tình trường. Mục đích của màn kịch này là khiến cho Jang và Peter Jo phải đối đầu với nhau.
Nhưng cuối cùng, Jang cũng phát hiện ra sự thật đó. Jang sẽ làm gì khi biết mình chỉ là con cờ trong tay ba dượng. Số phận của Jang và Din rồi sẽ ra sao? Chuyện tình tay tư của Jang - Duang - Din - Teresa sẽ kết thúc thế nào?

## Diễn viên
- Yuke Songpaisan vai Jang
- Pirath Nitipaisankul vai Din
- Mo Monchanok Saengchaipiangpen vai Duang
- Charebelle Lanlalin vai Teresa (em gái cùng cha khác mẹ với Jang)
- Hataipat Samatwithayawet vai Saithong
- Pitchaya Chaowalit vai Seawtho
- Pongsiri Bunluewong vai Chinchai
- Tou Noppol vai Bancha
- Songsit Rungnopakunsi vai Peter Jo
- Nusaba Wanichangkul vai Daracan

## Giải thưởng
- Nam diễn viên chính xuất sắc nhất: Pirath Nitipaisankul
- Asian Idol Awards China: Most Popular Overseas Artist 2013: Yuke Songpaisan và Mo Monchanok Saengchaipiangpen